# Kaku (Rõuge)
Kaku is een plaats in de Estlandse gemeente Rõuge, provincie Võrumaa. De plaats heeft de status van dorp (Estisch: küla).

## Bevolking
Het dorp had op 31 december 2011 geen inwoners meer, maar toch weer 4 inwoners op 31 december 2021.

## Ligging
Kaku ligt tegen de grens tussen de gemeenten Rõuge en Võru vald aan. Langs de zuidgrens van het dorp loopt de Tugimaantee 67, de secundaire weg van Võru via Mõniste naar Valga. In het dorp ligt het meer Kaku järv, waar de rivier Rõuge doorheen stroomt. Dit deel van de rivier is onder de naam Rõuge jõe hoiuala een beschermd gebied.

## Geschiedenis
Kaku werd voor het eerst genoemd in 1909 onder de naam Kakko, een watermolen op het landgoed van Alt-Nursie (Vana-Nursi). De watermoIen bestaat nog steeds. Rond de watermolen ontstond een dorpje, dat na 1945 bij Nursi werd gevoegd. In 1997 werd het weer een zelfstandig dorp.

## Foto's

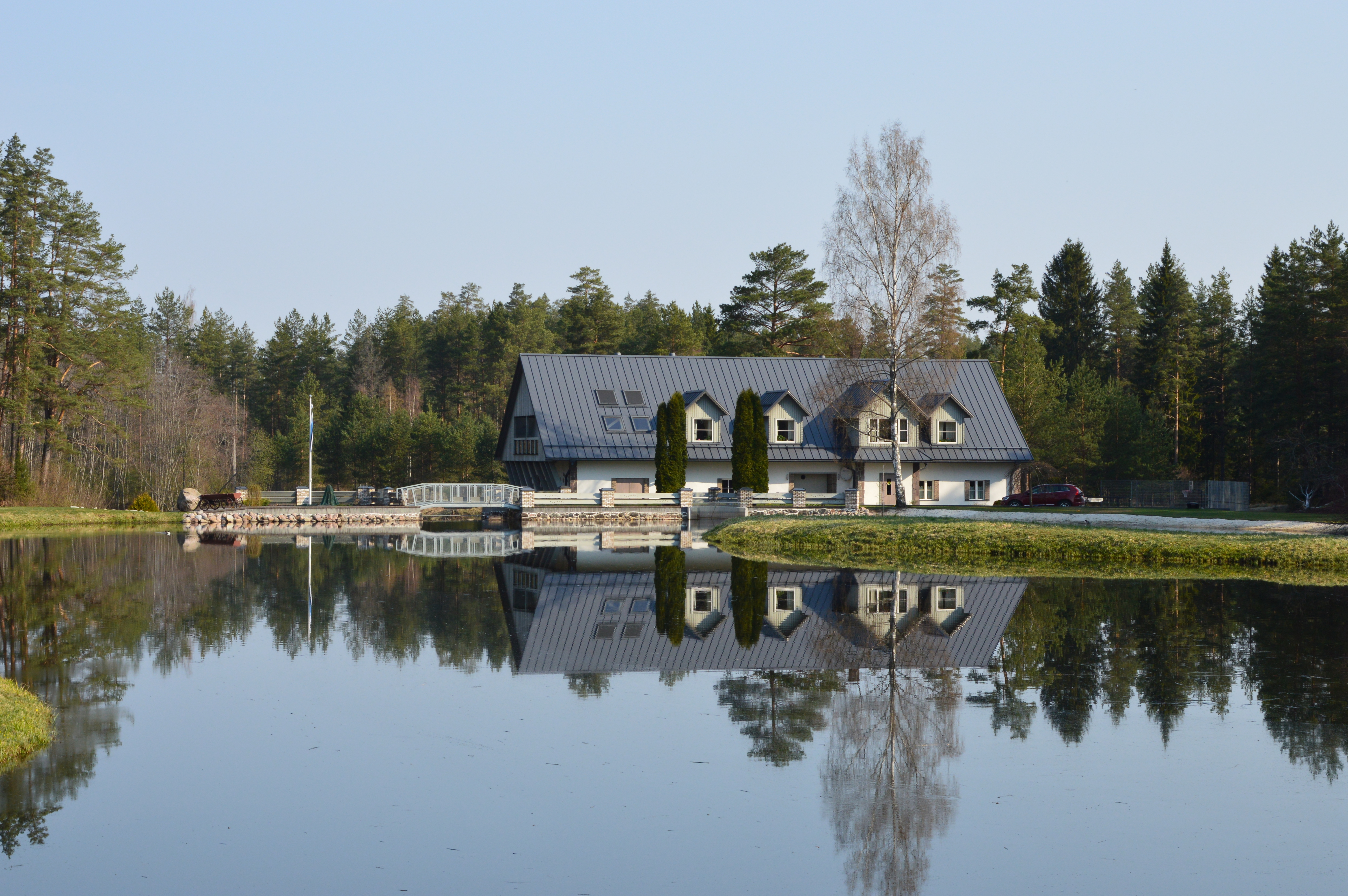
Voormalige watermolen aan de Rõuge
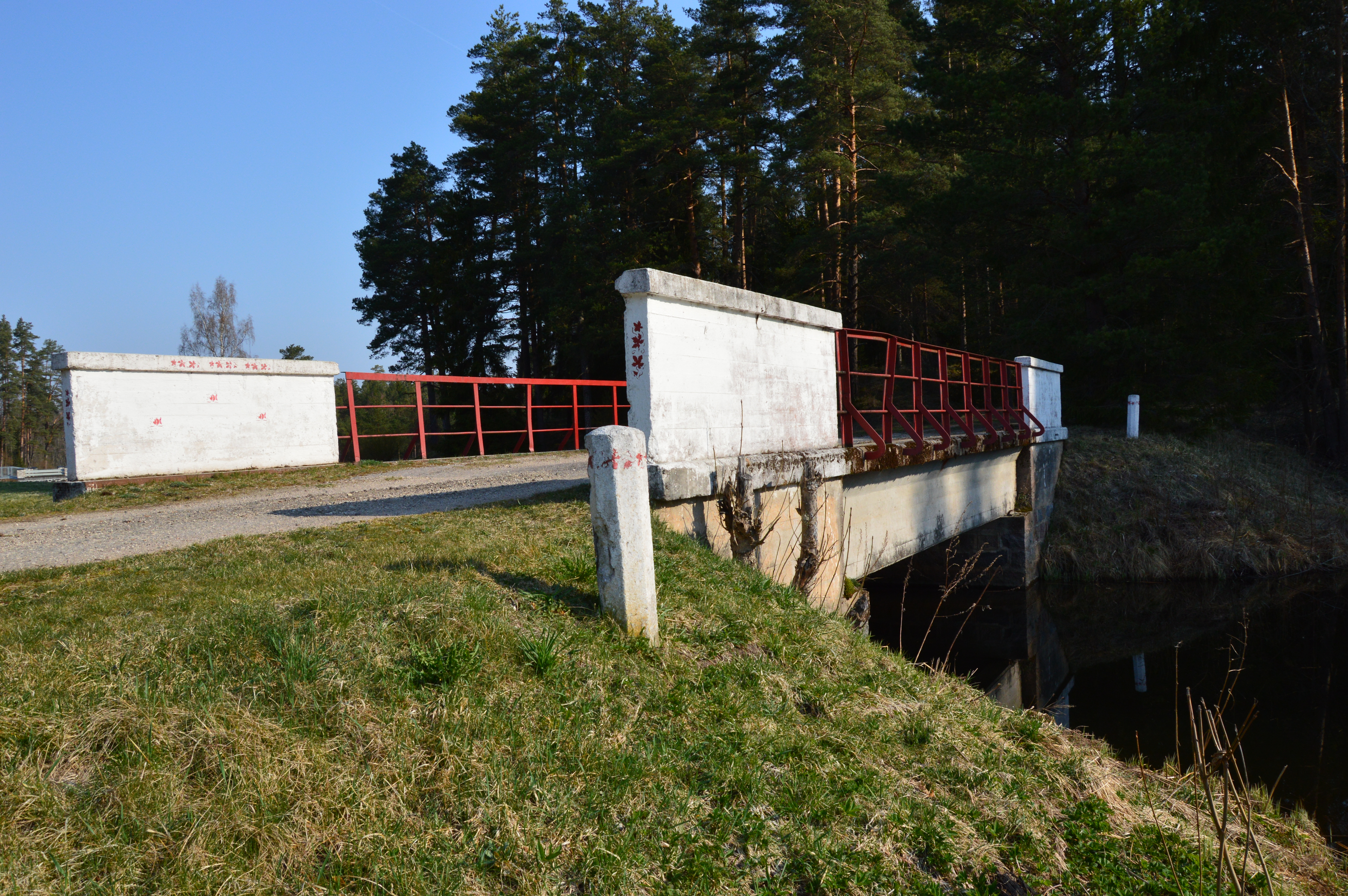
Brug over de rivier
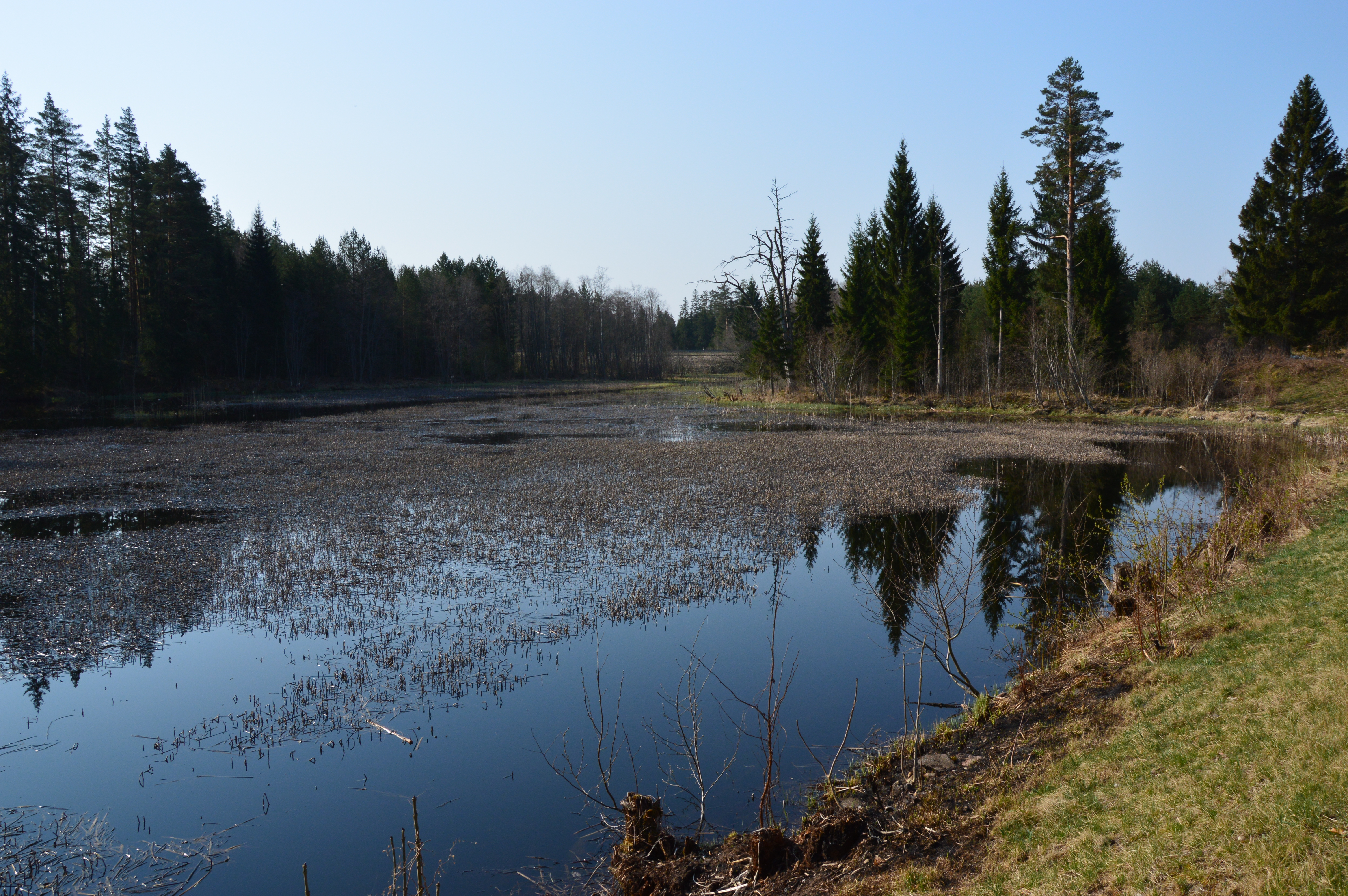
De Rõuge bij Kaku